# جاناتان رینگاین
جاناتان رینگاین (انگلیسی: Jonathan Ringayen؛ زادهٔ ۲۷ سپتامبر ۱۹۸۸) بازیکن فوتبال سابق اهل فرانسه است که به عنوان مدافع برای تیم La Roche بازی می‌کند.
از باشگاه‌هایی که در آن بازی کرده‌است می‌توان به باشگاه فوتبال گنگام اشاره کرد.